# The Death Disc: A Story of the Cromwellian Period
The Death Disc: A Story of the Cromwellian Period è un cortometraggio muto del 1909 diretto da David W. Griffith. La sceneggiatura di Frank E. Woods si basa su The Death Disk, un racconto di Mark Twain pubblicato nel 1901.

## Trama
All'epoca di Cromwell, tre soldati sono arrestati perché cattolici. Cromwell decide di condannare a morte solo uno dei tre, che verrà scelto dalla sorte, mentre gli altri due - monito vivente per i loro correligionari - saranno salvi. Le guardie portano davanti a Cromwell il primo bambino che incontrano, una fanciullina che, per caso, è proprio la figlia di uno dei tre soldati. Cromwell, affascinato dalla piccola, le consegna un anello con il suo sigillo e le chiede di consegnare un disco ai condannati: la piccola, sceglie per il padre il disco più bello che, però, è anche il disco che lo designa come il prescelto al patibolo. Tornata a casa, la bambina racconta tutto alla madre, mostrandole anche il sigillo sull'anello che le è stato regalato. La donna, disperata, corre sul luogo dell'esecuzione e, mostrando l'anello, riesce a salvare il marito che sta per essere giustiziato.

## Produzione
Il film fu prodotto dalla Biograph Company e venne girato a Coytesville, nel New Jersey.

## Distribuzione
Il copyright del film, richiesto dalla Biograph Co., fu registrato il 3 dicembre 1909 con il numero J135518.
Distribuito dalla Biograph Company, il film - un cortometraggio in una bobina - uscì nelle sale cinematografiche statunitensi il 2 dicembre 1909.